# Nymphalis io
Nymphalis io är en fjärilsart som beskrevs av Carl von Linné 1758. Nymphalis io ingår i släktet Nymphalis och familjen praktfjärilar. Inga underarter finns listade i Catalogue of Life.